# Vakaris Jokūbas Lapienis
Vakaris Jokūbas Lapienis (* 23. November 2003) ist ein litauischer Skirennläufer.

## Karriere
Lapienis gab sein internationales Renndebüt am 12. Oktober 2019 bei einem Rennen der FIS-Entry-Leauge in der Snow Arena. Sein erstes internationales Großereignis bestritt er im Januar 2020 bei den Olympischen Jugend-Winterspielen in Lausanne. Dort erreichte er als bestes Ergebnis den 34. Platz im Slalom.
Im darauffolgenden Jahr nahm Lapienis erstmals an einer Alpinen Skiweltmeisterschaft teil. Bei den Wettkämpfen in Cortina d’Ampezzo erreichte er im Slalom Rang 47.
Diesen Erfolg konnte er zwei Jahre später bei den nächsten Weltmeisterschaften in Courchevel bzw. Méribel nicht wiederholen. Dort schied er in beiden Qualifikationsrennen aus und verpasste so den Start bei den eigentlichen WM-Rennen.

## Privates
Er besuchte am Jesuitengymnasium Vilnius und an der Musikschule Ąžuoliukas der litauischen Hauptstadt Vilnius.

## Erfolge

### Weltmeisterschaften
- Cortina d’Ampezzo 2021: 47. Slalom, DNQ Riesenslalom
- Courchevel/Méribel 2023: DNQ Riesenslalom, DNQ Slalom

### Olympische Jugend-Winterspiele
- Lausanne 2020: 34. Slalom, 50. Riesenslalom

### Weitere Erfolge
- 2 Platzierungen unter den besten 30 bei FIS-Rennen